# Фукуе-хан

Мон роду Ґото

Фукуе-хан (яп. 福江藩, ふくえはん) — хан в Японії, у провінції Хідзен, регіоні Кюсю.

## Короткі відомості
- Адміністративний центр: замок Ісіда на острові Фукуе архіпелагу Ґото (сучасне місто Ґото префектури Наґасакі).

- Інші назви: Ґото-хан (五島藩).

- Дохід: 15 000 коку.

- Управлявся родом Ґото, що належав до тодзама і мав статус володаря замку (城主). Голови роду мали право бути присутніми у вербовій залі сьоґуна.

- Ліквідований в 1871.

## Правителі
| №  | Ім'я           | Ім'я     | Роки        | Ранг, титул     | Примітки                  |
| -- | -------------- | -------- | ----------- | --------------- | ------------------------- |
|    | Ґото Суміхару  | 五島純玄 |             | 従五位下 大和守 | Старший син Уку Сумітаки  |
| 1  | Ґото Харумаса  | 五島玄雅 | 1603 — 1612 | 従五位下 淡路守 | Третій син Уку Сумісади   |
| 2  | Ґото Морітосі  | 五島盛利 | 1612 — 1642 | 従五位下 淡路守 | Старший син Уку Морінаґи  |
| 3  | Ґото Моріцуґу  | 五島盛次 | 1642 — 1655 | —               | Старший син Ґото Морітосі |
| 4  | Ґото Морікацу  | 五島盛勝 | 1655 — 1677 | 従五位下 淡路守 | Старший син Ґото Моріцуґу |
| 5  | Ґото Морінобу  | 五島盛暢 | 1677 — 1691 | 従五位下 佐渡守 | Другий син Ґото Морікацу  |
| 6  | Ґото Морійосі  | 五島盛佳 | 1691 — 1728 | 従五位下 大和守 | Старший син Ґото Морінобу |
| 7  | Ґото Моріміті  | 五島盛道 | 1728 — 1769 | 従五位下 淡路守 | Старший син Ґото Морійосі |
| 8  | Ґото Моріюкі   | 五島盛運 | 1769 — 1809 | 従五位下 大和守 | П'ятий син Ґото Моріміті  |
| 9  | Ґото Морісіґе  | 五島盛繁 | 1809 — 1829 | 従五位下 大和守 | Третій син Ґото Моріюкі   |
| 10 | Ґото Моріакіра | 五島盛成 | 1829 — 1858 | 従五位下 大和守 | Старший син Ґото Морісіґе |
| 11 | Ґото Морінорі  | 五島盛徳 | 1858 — 1871 | 従五位下 飛騨守 | Третій син Ґото Морінарі  |